# 西大阪
西大阪（にしおおさか）は、大阪市西部を指す呼称。西横堀川（埋立。現・阪神高速1号環状線北行き）以西となる西区から大阪湾に面する大正区、港区、此花区、西淀川区にかけてでよく用いられるが、明確な範囲はない。大阪湾に面する区でも住之江区は南大阪、西淀川区は北大阪に区分される場合がある。
能勢町・泉大津市・忠岡町・岸和田市・貝塚市・熊取町・泉佐野市のそれぞれ一部および田尻町・泉南市・阪南市・岬町のそれぞれ全域は、大阪市の西端（東経135度22分22秒）よりも西となるが、南北方向、ことに南西と北西に長い大阪府では南北区分が優勢であるため、大阪市域外では「西大阪」「大阪（府）西部」などの呼称はまず用いられない。

## 西大阪を冠する施設など
- 阪神西大阪線 - 阪神なんば線の旧称。此花区、西淀川区を通る。
- 西大阪高速鉄道 - 阪神なんば線の第三種鉄道事業者。
- 阪神高速17号西大阪線 - 西成区、大正区、港区を通る阪神高速道路の路線。
- 西大阪病院 - 西淀川区にある病院。